# Kultura (miesięcznik)
Kultura – polski emigracyjny miesięcznik wydawany w latach 1947–2000, początkowo w Rzymie, od 1948 w Paryżu przez Instytut Literacki, stanowiący centrum kulturalno-polityczne dla emigracji polskiej po II wojnie wywierając wpływ na Polskę Ludową.

## Założenie „Kultury”
Powód założenia Instytutu Literackiego „Kultury” przez Jerzego Giedroycia wedle Wojciecha Karpińskiego polegał na stworzeniu kanonu, swobodnej i sensownej myśli, na utrwaleniu silnego nurtu polszczyzny, który pomagałby w budowie swobodnego polskiego domu, swobodnej przestrzeni duchowej polskiej, europejskiej, ludzkiej. Jednocześnie dążyło do uformowania nowoczesnej kultury polskiej, a więc między innymi obnażenia się iluzji, stworzenie Polaka nowoczesnego, wolnego od megalomanii i jednocześnie wpływało na Polskę Ludową i kraje Zachodnie w sposób polityczny. Linię polityczną prowadzoną przez Giedroycia należy także upatrywać w pismach kierowanych przez niego przed wojną – „Myśl mocarstwowa” i „Polityka” (inny tytuł: „Bunt Młodych”), a także ogromnego wpływu Józefa Piłsudskiego na jego światopogląd dotyczący Europy Wschodniej. Tym światopoglądem był Prometeizm dążący do wyzwolenia narodów na terenach Rosji dla rozbicia jej reżimu. Ogólnym ideałem Jerzego Giedroycia było stworzenie „nowego Hotelu Lambert”, którego głównym celem była niepodległość Polski pod względem kulturalnym i politycznym. Potem ujawniła się także zgodna z koncepcjami ks. Czartoryskiego, jak i Prometeizmu idea Polski jako państwa wpływającego na Ukrainę, Litwę i Białoruś („ULB” proponowana przez Giedroycia i Mieroszewskiego) poprzez pomoc w walce o ich niepodległość, w demokratyzacji, przy wstępowaniu do struktur międzynarodowych, w emancypacji kulturalnej itp,  ziem, które mają ślady polskie, a jednocześnie nową państwowość.
Wzorem pisma był między innymi „Le Combat” współtworzone przez Camusa. Jego ostatnie wydanie z nagłówkiem „Silence, on coule!” („Cisza, toniemy!”) Giedroyc umieścił w swym gabinecie w Maisons-Laffitte jako memento.
Pierwszy numer pisma wyszedł w Rzymie w czerwcu 1947 roku. Pismo było kwartalnikiem. Jego redaktorami byli Jerzy Giedroyc i Gustaw Herling-Grudziński (później włoski korespondent „Kultury” paryskiej). Od początku współpracownikami przy wydawaniu pisma byli Zofia Hertz i Józef Czapski, który dzięki swym szkicom artystycznym kierował pismo na nowoczesny nurt sztuki. Zarówno Giedroyc, Grudziński, Hertz i Czapski byli żołnierzami armii generała Władysława Andersa, który osobiście wspierał ich inicjatywę. Pierwszy numer został zainicjowany esejami Paula Valery’ego (Z „Kryzysu ducha”) i Benedetta Croce (Zmierzch cywilizacji). Teksty przetłumaczono z osobistymi uwagami obu autorów. Do pierwszego numeru wchodzą również nazwiska takie jak Tymon Terlecki, Andrzej Bobkowski, Józef Czapski, Marian Kamil Dziewanowski (artykuł: Wiosna Ludów w Hotelu Lambert) i Wiktor Weintraub.

## Przeniesienie do Paryża i rozwój jako ośrodek kulturalno-polityczny

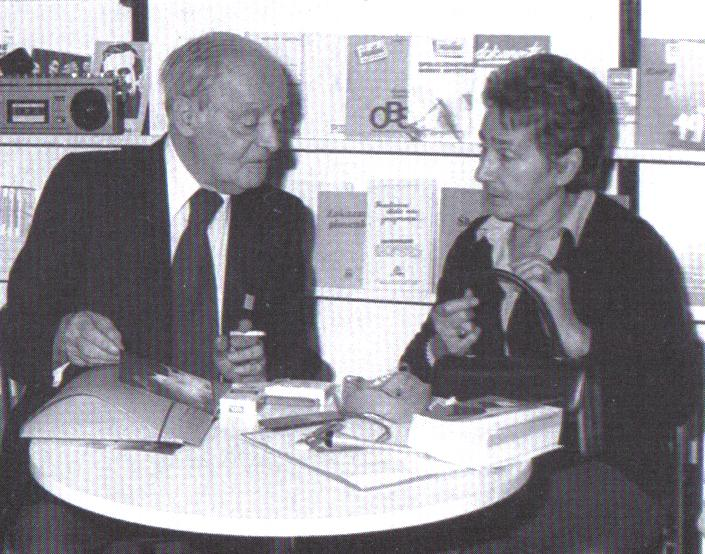
Jerzy Giedroyc i Zofia Hertz (1982)

Nieporozumienia między Giedroyciem a Andersem w sprawie poglądu na wolność Polski w roku 1947 były powodem przeniesienia „Kultury” do Paryża. Rozważano również istotność Paryża jako stolicy światowej kultury. Numer 2/3 pisma ukazał się w lipcu w Paryżu. Giedroyc, Hertz i Czapski znaleźli na początku porzucony dom w Maisons-Laffitte pod Paryżem. Organizowanie pieniędzy przez Giedroycia, a więc poszukiwanie fundatorów i wierzycieli, było uważane nawet przez niego za wybitną, ponieważ uruchomienie i prowadzenie takiego funduszu doprowadziło do udostępnienia im nowego domu w Maisons-Laffitte. Fundatorami i wierzycielami byli między innymi polscy arystokraci.
Działalnością Jerzego Giedroycia była centralizacja najwybitniejszych nazwisk literatury polskiej rozproszonej po wojnie na świecie, ale także i uznanych w literaturze obcojęzycznej. Do „Kultury” pisali myśliciele tacy jak Albert Camus, Thomas S. Eliot, Emile Cioran czy André Malraux. W latach 50. Giedroyc zwrócił się do Witolda Gombrowicza przekonując go do powrotu do pisarstwa. Namówił go później na pisanie „Dziennika”, jednak pisarz poświęcił „Kulturze” swoje najważniejsze dzieła powojenne takie jak „Pornografia”. Z powodu nieprzychylności angielskich wydawców wobec George’a Orwella (obrażającego politycznego sprzymierzeńca Winstona Churchilla – Józefa Stalina) Giedroyc zaproponował pisarzowi wydanie „Roku 1984” w „Kulturze”. W 1951 roku, po wielu listach i rozmowach z Giedroyciem Czesław Miłosz, poprosił o azyl we Francji, Giedroyc zapewnił mu mieszkanie. Pomógł również w emigracji Leszka Kołakowskiego i Zygmunta Baumana. „Kulturze” stawała się coraz silniejszym polskim ośrodkiem polityczno-kulturalnym. Ukazywały się w niej dzieła pisarzy i poetów za żelazną kurtyną, jak Zbigniew Herbert, Marek Hłasko, Boris Pasternak, Anna Achmatowa czy Aleksandr Sołżenicyn, a także twórczość emigracyjnych dziennikarzy, np. Konstantego „Kota” Jeleńskiego, Stanisława Swianiewicza i Juliusza Mieroszewskiego.
Już w latach 50. dom w Maisons-Laffitte stał się ośrodkiem politycznym prowadzącym tajne akcje w krajach komunistycznych. Do głównych działań należało przemycanie „Kultury” do Polski. W latach 70. i 80., gdy strajki budziły nadzieję na wyzwolenie Polski z reżimu komunistycznego, „Kultura” wzmogła pomoc dla intelektualistów krajowych.
W 2000 r., zgodnie z ostatnią wolą Jerzego Giedroycia, „Kultura” została zamknięta. Dom w Maisons-Laffitte stał się miejscem pracy polskich naukowców nad archiwizacją dzieła „Kultury” i „Zeszytów Historycznych”. Archiwum dostępne jest na stronie Instytutu Literackiego www.kulturaparyska.com.
W  kwietniu 2024 r. na ścianie pawilonu Instytutu Literackiego oraz na murze graniczącym z przejściem pomiędzy posesjami (Passage de la Procession) powstał mural przedstawiający Zygmunta Hertza, Zofię Hertz, Józefa Czapskiego i Jerzego Giedroycia, zrealizowany w wyniku konkursu przeprowadzonego w 2023 r. wspólnie przez Instytut Literacki i Państwowe Liceum Sztuk Plastycznych im. Józefa Kluzy w Krakowie pod dyrekcją Małgorzaty Hołówki.

Mnóstwo osób w Polsce twierdzi, że wychowały się na „Kulturze”, ale ja mam poczucie, że takie przypadki są bardzo nieliczne. Pisze się nam laurki, w których przebija ton przemówienia pogrzebowego i które wydają mi się często bardzo przesadzone. „Kultura” przenikała do Polski. Ale przenikanie i wpływy – to dwie różne rzeczy.

## Zespół i współpracownicy „Kultury”
- Jerzy Giedroyc (1906–2000) – redaktor naczelny „Kultury”, założyciel i kierownik Instytutu Literackiego.
- Andrzej Bobkowski (1913–1961) – prozaik, publicysta. Od 1939 w Paryżu, od 1948 w Gwatemali.
- Andrzej J. Chilecki (1935–1989) – dziennikarz. Od 1959 na emigracji, najpierw w Wiedniu, następnie w Monachium.
- Maria Czapska (1894–1981) – siostra Józefa Czapskiego, eseistka i tłumaczka.
- Józef Czapski (1896–1993) – malarz i eseista.
- Maria Danilewicz Zielińska (1907–2003) – na łamach „Kultury” prowadziła m.in. rubrykę pt. Krajowe nowości wydawnicze. W Instytucie Literackim wydała m.in. 3 tomy bibliografii wydawnictw Instytutu Literackiego.
- Henryk Giedroyc (1922–2010) – brat Jerzego Giedroycia. W latach 2003–2010 kierownik Instytutu Literackiego.
- Witold Gombrowicz (1904–1969) – prozaik, eseista. Po 1939 na emigracji w Argentynie, Niemczech i Francji. W „Kulturze” ukazał się m.in. pierwodruk jego Dziennika (w odcinkach, 1953–1969). W Instytucie Literackim wydał większość swoich książek.
- Michał Heller [ps. Adam Kruczek] (1922–1997) – rosyjski historyk dziejów najnowszych, publicysta. Od 1957 na emigracji, najpierw w Polsce, a od 1969 we Francji.
- Gustaw Herling-Grudziński (1919–2000) – prozaik, eseista. Współzałożyciel Instytutu Literackiego i „Kultury”, przez wiele lat (do 1996) włoski korespondent pisma.
- Zofia Hertz (1910–2003) – współpracę z Jerzym Giedroyciem rozpoczęła w marcu 1943 r. w II Korpusie Armii Polskiej. W „Kulturze” zajmowała się m.in. rachunkowością, tłumaczeniem tekstów, prowadziła rubrykę Humor krajowy.

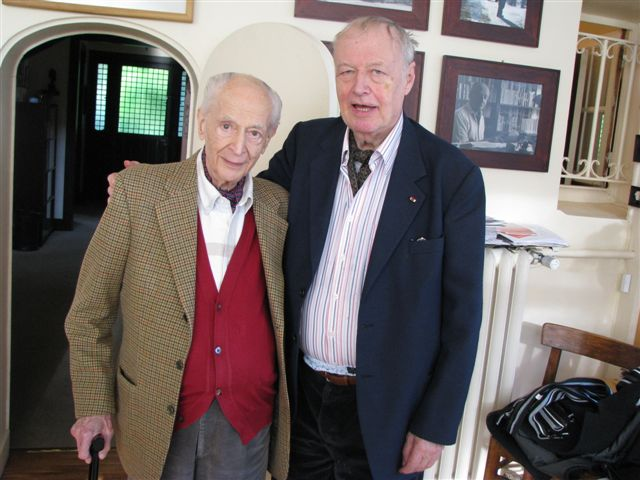
Henryk Giedroyc z Maciejem Morawskim, Maisons-Laffitte, 2 grudnia 2008

- Zygmunt Hertz (1908–1979) – mąż Zofii Hertz. Kierownik administracyjny, zajmował się m.in. prenumeratą i wysyłką „Kultury”.
- Benedykt Heydenkorn (1906–1999) – socjolog, dziennikarz, publicysta. Podczas wojny w II Korpusie Armii Polskiej, od 1949 r. w Kanadzie.
- Konstanty Jeleński (1922–1987) – eseista, publicysta, tłumacz.
- Andrzej Koraszewski (ur. 1940) – publicysta i pisarz ekonomiczno-społeczny, były dziennikarz BBC, wiceszef polskiej sekcji BBC, obecnie zastępca redaktora naczelnego portalu Racjonalista.pl.
- Juliusz Mieroszewski (1906–1976) – czołowy publicysta „Kultury”, jej londyński korespondent, autor artykułów politycznych składających się na program pisma.
- Czesław Miłosz (1911–2004) – poeta, eseista, laureat literackiej Nagrody Nobla (1980). W Instytucie Literackim wydał większość swoich książek.
- Bohdan Osadczuk (1922–2011) – dziennikarz i eseista ukraiński, prof. historii najnowszej dziejów Europy Wschodniej. W „Kulturze” pisał o Ukrainie i stosunkach polsko-ukraińskich.
- Wojciech Skalmowski [ps. „Maciej Broński”] (1933–2008) – od 1968 r. wykładowca na Uniwersytecie w Leuven (Belgia), gdzie osiadł na stałe. W „Kulturze” omawiał m.in. twórczość literacką w Polsce i na emigracji.
- Jerzy Stempowski [ps. „Paweł Hostowiec”] (1893–1969) – dziennikarz, eseista. Jego publikacje ukazywały się pod nazwą Notatnik niespiesznego przechodnia.
- Leopold Unger (1922–2011) – dziennikarz, publicysta. Od 1969 r. na emigracji. Komentator spraw zagranicznych w „Le Soir” i „Gazecie Wyborczej”. Od 1970 r. stały współpracownik „Kultury”, gdzie pod pseudonimem „Brukselczyk” zamieszczał cykl pt. Widziane z Brukseli.

## Pozostali autorzy i współpracownicy „Kultury” w latach 1947–2000 (wybór)
| - Anna Achmatowa - Władysław Anders - Jerzy Andrzejewski - Raymond Aron - Stanisław Barańczak - Zdzisław Bau - Zygmunt Bauman - Włodzimierz Bączkowski - Ewa Berberyusz - Jan Bielatowicz - Czesław Bielecki - Władysław Bieńkowski - Innocenty M. Bocheński - Jerzy Boniecki - Heinrich Böll - Michał Maksymilian Borwicz - Kazimierz Brandys - Marian Brandys - Zdzisław Broncel - Włodzimierz Brus - Zbigniew Brzeziński - James Burnham - Zbigniew Byrski - Albert Camus - Andrzej Chciuk - Nicola Chiaromonte - Michał Chmielowiec - Jan M. Ciechanowski - Adam Ciołkosz - Emil Cioran - Bogdan Czaykowski - Adam Czerniawski - Marian Czuchnowski - Julij Daniel - Mirosław Dakowski | - Czesław Dobek - Bolesław Drukier - Thomas S. Eliot - Zbigniew Florczak - Józef Garliński - Wojciech Giełżyński - Renata Gorczyńska - Feliks Gross - Rafał Grupiński - Piotr Guzy - Henryk Grynberg - Zygmunt Haupt - Zbigniew Herbert - Jeanne Hersch - Marek Hłasko - Wacław Iwaniuk - Aleksander Janta-Połczyński - Witold Jedlicki - Wacław Jędrzejewicz - Jakub Karpiński - Wojciech Karpiński - Kazimiera Kijowska - Stefan Kisielewski - Arthur Koestler - Leszek Kołakowski - Iwan Koszeliweć - Tadeusz J. Kroński - Ryszard Krynicki - Maria Kurecka - Jacek Kuroń - Jan Józef Lipski - Leo Lipski - Józef Łobodowski - Józef Mackiewicz - Stanisław Cat-Mackiewicz - Curzio Malaparte | - André Malraux - Osip Mandelsztam - Adam Michnik - Karol Modzelewski - Dominik Morawski - Kajetan Morawski - Maciej Morawski - Sławomir Mrożek - Zdzisław Najder - Jan Nowak-Jeziorański - Marek Nowakowski - Tadeusz Nowakowski - Włodzimierz Odojewski - Kazimierz Orłoś - George Orwell - Boris Pasternak - Władysław Pobóg-Malinowski - Krzysztof Pomian - Jerzy Pomianowski - Antoni Pospieszalski - Edward Raczyński - Zofia Romanowiczowa - Kazimierz Różankowski - Krzysztof Rutkowski - Jarosław Marek Rymkiewicz - Andriej Sacharow - Artur Sandauer - Olga Scherer-Virska - Zbigniew S. Siemaszko - Ignazio Silone - Andriej Siniawski - Wacław Solski - Aleksandr Sołżenicyn - Czesław Straszewicz | - Anna Strońska - Wiktor Sukiennicki - Karol Szwedowicz (ps. Stefan Michnik) - Stanisław Swianiewicz - Leszek Szaruga - Bolesław Taborski - Tymon Terlecki - Barbara Toporska - Teresa Torańska - Leopold Tyrmand - Andrzej Vincenz - Stanisław Vincenz - Piotr S. Wandycz - Melchior Wańkowicz - Aleksander Wat - Wiktor Weintraub - Kazimierz Wierzyński - Józef Wittlin - Mariusz Wilk - Krzysztof Wolicki - Wiktor Woroszylski - Tadeusz Wyrwa - Adam Zagajewski - Jerzy Zagórski - Kazimierz Zamorski - Karol Zbyszewski - Wacław Zbyszewski - Roman Zimand - Aleksandra Ziółkowska - Jerzy Zubrzycki - Norbert Żaba - Władysław Żeleński |

## Laureaci nagród „Kultury”

### Nagroda Literacka „Kultury”
- 1954 – Marian Pankowski Smagła swoboda
- 1955 – Andrzej Chciuk Smutny uśmiech
- 1955 – Leo Lipski Dzień i noc
- 1956 – nie przyznano
- 1957:
  - Czesław Miłosz Traktat poetycki
  - Marek Hłasko Cmentarze (Krajowa Nagroda „Kultury”)
- 1958 – Gustaw Herling-Grudziński Wieża
- 1959 – Halszka Guilley-Chmielowska Spotkania na galerii
- 1960 – Witold Gombrowicz Pornografia
- 1961:
  - Józef Łobodowski za całokształt twórczości
  - Jerzy Stempowski Chimera jako zwierzę pociągowe (nagroda specjalna im. Neymana za najlepszy esej)
- 1962 – Zygmunt Haupt Pierścień z papieru
- 1963 – Teodor Parnicki za całokształt twórczości
- 1964 – Wacław Iwaniuk za całokształt twórczości poetyckiej i wybór wierszy
- 1965 – nie przyznano
- 1966 – nie przyznano
- 1967 – nagrody z okazji 20. lecia „Kultury”:
  - Lidia i Adam Ciołkoszowie Zarys dziejów socjalizmu polskiego
  - Piotr Guzy Krótki żywot bohatera pozytywnego
  - Jerzy Stempowski za całokształt twórczości

### Nagroda plastyczna „Kultury”
- 1956 – Stanisław Grabowski
- 1957:
  - Zygmunt Turkiewicz
  - Alina Ślesińska
- 1958 – Józef Czapski
- 1959 – Mieczysław Janikowski
- 1960 – Konstanty Brandel
- 1961 – Jan Ekiert
- 1962 – Rafał Malczewski
- 1963 – Marek Żuławski
- 1964 – Marian Kościałkowski

### Nagroda literacka im. Zygmunta Hertza
- 1979 – Czesław Miłosz za tłumaczenie Księgi psalmów
- 1980 – Józef Mackiewicz (odmówił przyjęcia)
- 1981:
  - Konstanty Jeleński
  - Józef Łobodowski
- 1982 – Marian Brandys
- 1983 – Maria Danilewicz-Zielińska
- 1984 – Włodzimierz Odojewski
- 1985 – Zofia Romanowiczowa
- 1986 – Jarosław Rymkiewicz
- 1987 – Renata Gorczyńska
- 1988 – Wojciech Skalmowski (ps. Maciej Broński)
- 1989 – Wojciech Karpiński za całokształt twórczości
- 1990 – Tomasz Jastrun (ps. Witold Charłamp)
- 1991 – Włodzimierz Bolecki (ps. Jerzy Malewski)
- 1992 – Stefania Kossowska
- 1993 – Adam Zagajewski
- 1994 – nie przyznano
- 1995 – Tymon Terlecki
- 1996 – nie przyznano
- 1997 – Mariusz Wilk
- 1998 – Leszek Szaruga
- 1999 – Tadeusz Różewicz

### Nagroda publicystyczna im. Juliusza Mieroszewskiego
- 1979 – Kazimierz Okulicz za całokształt twórczości
- 1980 – Wiktor Sukiennicki za całokształt twórczości
- 1981 – Zdzisław Najder (ps. Socjusz)
- 1982 – Tadeusz Mazowiecki
- 1983 – Tadeusz Chrzanowski (ps. J. Szrett)
- 1984 – Leopold Unger
- 1985 – Krzysztof Pomian
- 1986 – Andrzej Osęka (ps. P. Morga)
- 1987 – Jakub Karpiński
- 1988 – Stanisław Swianiewicz
- 1989 – Michaił Heller (ps. Adam Kruczek)
- 1990:
  - Lidia Ciołkoszowa
  - Wojciech Wasiutyński
- 1991 – Tadeusz Wyrwa
- 1992 – Karol Modzelewski
- 1993 – Krzysztof Wolicki
- 1994 – nie przyznano
- 1995 – Andrzej Paczkowski
- 1996 – nie przyznano
- 1997 – Jerzy Pomianowski
- 1998 – Andrzej Micewski
- 1999 – Andrzej Koraszewski

### Nagroda przyjaźni i współpracy
- 1980 – z okazji 400. numeru pisma:
  - Benedykt Heydenkorn
  - Norbert Żaba
- 1981 – Zygmunt Kallenbach (Nagroda przyjaźni)
- 1982 – Andrzej Chilecki
- 1983:
  - Zbigniew Byrski
  - Bohdan Osadczuk
- 1984 – Mirosław Chojecki
- 1985 – Jerzy Boniecki
- 1986 – nie przyznano
- 1987 – Jan Chodakowski
- 1988 – Maria Podhorska (in pectore)
- 1989 – nie przyznano
- 1990 – nie przyznano
- 1991 – nie przyznano
- 1992 – Wojciech Sikora
- 1993 – Kazimierz Romanowicz
- 1994 – nie przyznano
- 1995 – Jacek Krawczyk
- 1996 – nie przyznano
- 1997 – Wojciech Sikora (ponownie)
- 1998 – Henryk Ratajczak
- 1999 – Grażyna Pomian

### Nagroda dla tłumaczy literatury polskiej im. Konstantego Aleksandra Jeleńskiego
- 1990:
  - język francuski: Teresa Dzieduszycka i Krzysztof Jeżewski
  - język serbsko-chorwacki: Petar Vujičić (odmówił przyjęcia)
  - język rosyjski: Natalia Gorbaniewska
  - język angielski: Lillian Vallee
- 1991
  - język czeski: Helena Stachová
  - język duński: Janina Katz-Hewetson
  - język francuski: Jean-Yves Erhel
  - język niemiecki: Piotr Lachmann
  - język szwedzki: Anders Bodegård
  - język włoski: Vera Verdiani

### Inne nagrody
- 1968 – Redakcja Literarni Listy
- 1971 – Kazimiera Iłłakowiczówna za całokształt twórczości w przededniu 80. urodzin
- 1972 – Juliusz Mieroszewski za całokształt twórczości
- 1977 – Nagrody z okazji 30. lecia „Kultury”
  - Stanisław Barańczak za tom wierszy Ja wiem, że to niesłuszne
  - Maciej Broński (właśc: Wojciech Skalmowski) za eseistykę literacką
  - Zbigniew Byrski za eseje o tematyce amerykańskiej
  - Maria Danilewicz-Zielińska za działalność kulturalną i literacką
  - Adam Kruczek (właśc: Michaił Heller) za artykuły o ZSSR publikowane w „Kulturze”
  - Marek Tarniewski (właśc: Jakub Karpiński) za książki - Ewolucja czy rewolucja i Krótkie spięcie - wydane w „Bibliotece Kultury”
  - Bolesław Sulik za artykuły drukowane w „Kulturze” i za książkę o rzeczywistości PRL, która ukaże się w „Bibliotece Kultury”
  - Leopold Unger (ps. Brukselczyk) za felietony polityczne publikowane w „Kulturze” i prasie zagranicznej.
- 1979 – Jednorazowa nagroda Instytutu Literackiego z okazji 50. numeru „Zeszytów Historycznych”
  - Jan Ciechanowski autor Powstania Warszawskiego
  - Janusz Zawodny za książki: Heath In the Forest oraz Nothing but honour
  - Andrzej Micewski jako historyk krajowy in pectore za dorobek naukowy.
- 1996 – Nagrody specjalne przyznano pismom i redaktorom zajmującym się problemem regionów pogranicznych
  - „Ziemia Kłodzka” - red. Adam Kwas
  - „Borussia” - red. Kazimierz Brakoniecki
  - „Krasnogruda” - red. Krzysztof Czyżewski